# Мужская сборная Польши по кабадди
Мужская национальная сборная Польши по кабадди — представляет Польшу на международных соревнованиях по кабадди. Управляющей организацией выступает Федерация кабадди Польши (англ. Poland Kabaddi Federation).

## Результаты выступлений

### Чемпионат мира по кабадди среди мужчин (стандартный стиль)
| Год       | Победы         | Ничьи          | Поражения      | Место          |
| --------- | -------------- | -------------- | -------------- | -------------- |
| 2004—2007 | не участвовали | не участвовали | не участвовали | не участвовали |
| 2016      | 2              | 0              | 3              | 9              |

### Чемпионат Европы по кабадди
| Год  | Победы | Ничьи | Поражения | Место      |
| ---- | ------ | ----- | --------- | ---------- |
| ...  |        |       |           |            |
| 2019 | .      | .     | .         | 01 ! [ 6 ] |